# Markdown

Logo

Markdown – język znaczników przeznaczony do formatowania tekstu zaprojektowany przez Johna Grubera i Aarona Swartza. Został stworzony w celu jak najbardziej uproszczonego tworzenia i formatowania tekstu. Markdown został oryginalnie stworzony w Perlu, później dostępny w wielu innych. Jest rozpowszechniany na licencji BSD i jest dostępny jako wtyczka do kilku systemów zarządzania treścią.
Stał się bardzo popularny wraz z powstaniem dużych modeli językowych. Używany m.in. przez GitHuba, który używa rozszerzenia nazywanego GFM (ang. GitHub Flavored Markdown).

## Elementy składni

### Akapity, nagłówki, cytaty
Akapit to po prostu jedna lub więcej kolejnych linii tekstu, rozdzielonych jedną lub więcej pustych linii. Pusta linia to dowolna linia, która wygląda jak pusta linia – linia nie zawierająca nic poza spacjami lub tabulatorami jest traktowana jak pusta. Zwykłe akapity nie powinny być wcinane spacjami lub tabulatorami.
Markdown oferuje dwa rodzaje nagłówków: Setext i atx. Nagłówki w stylu Setext dla <h1> i <h2> są tworzone przez „podkreślanie” znakami równości (=) lub dywizami (-). Aby stworzyć nagłówek w stylu atx, należy wstawić od 1 do 6 znaków kratki (#) na początku linii – liczba kratek równa się wynikowemu poziomowi nagłówka HTML.
Bloki cytatów są oznaczane przez użycie zapożyczonych z e-maili znaków „>”.
| Markdown: | Wynik: |
| # Nagłówek pierwszego poziomu ## Nagłówek drugiego poziomu Now is the time for all good men to come to the aid of their country. This is just a regular paragraph. Pójdźże, kiń tę chmurność w głąb flaszy! ### Nagłówek trzeciego poziomu > To jest blok cytatu. > > To jest drugi akapit w bloku cytatu. > > ## To jest H2 w bloku cytatu | <h1>Nagłówek pierwszego poziomu</h1> <h2>Nagłówek drugiego poziomu</h2> <p>Now is the time for all good men to come to the aid of their country. This is just a regular paragraph.</p> <p>Pójdźże, kiń tę chmurność w głąb flaszy!</p> <h3>Nagłówek 3.</h3> <blockquote> <p>To jest blok cytatu.</p> <p>To jest drugi akapit w bloku cytatu.</p> <h2>To jest H2 w bloku cytatu</h2> </blockquote> |

### Wyróżnianie fragmentów tekstu
W tym celu Markdown używa asterysków i znaków podkreślenia.
| Markdown: | Wynik: |
| Część tego tekstu *jest wyróżniona*. Część tego tekstu _też jest wyróżniona_. Użyj dwóch asterysków do **mocnego wyróżnienia**. Lub, jeśli wolisz, __użyj dwóch podkreślników__. | <p>Część tego tekstu <em>jest wyróżniona</em>. Część tego tekstu <em>też jest wyróżniona</em>.</p> <p>Użyj dwóch asterysków do <strong>mocnego wyróżnienia</strong>. Lub, jeśli wolisz, <strong>użyj dwóch podkreślników</strong>.</p> |

### Listy
Punktowane listy używają gwiazdek, plusów i minusów (*, + i -) jako znaczników listy. Te trzy znaczniki są wymienne:
```
*   Cukierki.
*   Guma.
*   Lizaki.
```

```
+   Cukierki.
+   Guma.
+   Lizaki.
```

```
-   Cukierki.
-   Guma.
-   Lizaki.
```

Wszystkie dadzą ten sam wynik:
```
<
ul
>

 
<
li
>
Cukierki.
</
li
>

 
<
li
>
Guma.
</
li
>

 
<
li
>
Lizaki.
</
li
>

</
ul
>

```

Lista numerowana używa liczb zakończonych kropką, jako znaczników listy:
```
1.  Czerwony
2.  Zielony
3.  Niebieski
```

Wynik:
```
<
ol
>

 
<
li
>
Czerwony
</
li
>

 
<
li
>
Zielony
</
li
>

 
<
li
>
Niebieski
</
li
>

</
ol
>

```

Jeśli wstawisz puste linie pomiędzy elementy listy, uzyskasz tagi <p> dla tekstu elementu listy. Można tworzyć wieloakapitowe elementy listy, wcinając akapity czterema spacjami lub 1 tabulatorem.
```
*   Element listy.

    Z wieloma akapitami.

*   Inny element na liście.
```

Wynik:
```
<
ul
>

 
<
li
><
p
>
Element listy.
</
p
>

 
<
p
>
Z wieloma akapitami.
</
p
></
li
>

 
<
li
><
p
>
Inny element na liście.
</
p
></
li
>

</
ul
>

```

### Linki
Markdown wspiera dwa style tworzenia hiperłączy: „w tekście” i referencyjny. W obu stylach używa się nawiasów kwadratowych, aby wytyczyć granice tekstu, który ma zostać linkiem.
Linki „w tekście” używają nawiasów okrągłych bezpośrednio za tekstem linku. Na przykład:
```
To jest [przykładowy link](http://przykład.pl/).
```

Wynik:
```
<
p
>
To jest 
<
a
 
href
=
"http://przykład.pl/"
>
przykładowy link
</
a
>
.
</
p
>

```

| Opcjonalnie w nawiasach okrągłych można zawrzeć atrybut title: | Wynik:                                                                               |
| To jest [przykładowy link](http://przykład.pl/ "Z Tytułem").   | <p>To jest <a href="http://przykład.pl/" title="Z Tytułem">przykładowy link</a>.</p> |

Linki w stylu referencyjnym pozwalają umieszczać linki, używając nazw, które są definiowane gdzie indziej w dokumencie:
```
Mam 10 razy większy ruch z [Google][1] niż
z [Yahoo][2] lub [MSN][3].

[1]: http://google.com/        "Google"

[2]: http://search.yahoo.com/  "Yahoo Search"

[3]: http://search.msn.com/    "MSN Search"
```

Wynik:
```
<
p
>
Mam 10 razy większy ruch z 
<
a
 
href
=
"http://google.com/"

 
title
=
"Google"
>
Google
</
a
>
 niż z 
<
a
 
href
=
"http://search.yahoo.com/"

 
title
=
"Yahoo Search"
>
Yahoo
</
a
>
 lub 
<
a
 
href
=
"http://search.msn.com/"

 
title
=
"MSN Search"
>
MSN
</
a
>
.
</
p
>

```

Atrybut title jest opcjonalny. Nazwy linków mogą zawierać litery, cyfry i spacje, ale nie są wrażliwe na wielkość liter:
```
Rozpoczynam swój poranek kawą i [Wikipedią][wp].

[wp]: 
https://pl.wikipedia.org/
```

Wynik:
```
 

<
p
>
Rozpoczynam swój poranek kawą i
 
<
a
 
href
=
"https://pl.wikipedia.org/"
>
Wikipedią
</
a
>
.
</
p
>

```

### Grafiki
Składnia grafik jest bardzo podobna do składni linków.
„W tekście” (atrybuty title są opcjonalne):
```
![alternatywny tekst](/path/to/img.jpg "Tytuł")
```

Styl referencyjny:
```
![alternatywny tekst][id]

[id]: /path/to/img.jpg "Tytuł"
```

Oba powyższe przykłady dadzą taki sam wynik:
```
<
img
 
src
=
"/path/to/img.jpg"
 
alt
=
"alternatywny tekst"
 
title
=
"Tytuł"
 
/>

```

### Kod
W zwykłym akapicie można sformatować kod okalając tekst znakami grawisu (`). Wszystkie ampersandy (&) i nawiasy trójkątne (< lub >) będą automatyczne przetłumaczone na encje HTML. Dzięki temu w Markdownie łatwo jest pisać o przykładowym kodzie HTML:
```
Zdecydowanie odradzam używania tagów `<blink>`.

Chciałbym, żeby SmartyPants używały nazywanych encji jak `
&
mdash;`
zamiast encji kodowanych decymalnie typu `
&
#8212;`.
```

Wynik:
```
 
<
p
>
Zdecydowanie odradzam używania tagów 
<
code
>
&lt;
blink
&gt;
</
code
>
.
</
p
>

 
 
<
p
>
Chciałbym, żeby SmartyPants używały nazywanych encji jak 
<
code
>
&amp;
mdash;
</
code
>
 
 zamiast encji kodowanych decymalnie typu 
<
code
>
&amp;
#8212;
</
code
>
.
</
p
>

```

Aby umieścić cały blok preformatowanego kodu, wetnij każdą linię bloku czterema spacjami lub jednym tabulatorem. Tak jak w kodzie „w tekście”, znaki &, < i > będą automatycznie „escape’owane”.
| Markdown: | Wynik: |
| Jeśli chcesz, aby twoja strona walidowała się pod XHTML 1.0 Strict, musisz umieścić tagi akapitu w bloku cytatu: <blockquote> <p>Na przykład.</p> </blockquote> | <p>Jeśli chcesz, aby twoja strona walidowała się pod XHTML 1.0 Strict, musisz umieścić tagi akapitu w bloku cytatu:</p> <pre><code>&lt;blockquote&gt; &lt;p&gt;Na przykład.&lt;/p&gt; &lt;/blockquote&gt; </code></pre> |